# Janko Vukotić
Janko Vukotić (cirill betűkkel Јанко Вукотић; Čevo, 1866. február 18. – Belgrád, 1927. február 4.) montenegrói katonatiszt, politikus. Pályafutását az Oszmán Birodalom hadseregében kezdte, majd a Montenegrói Királyság tábornoka volt a Balkán-háborúkban és az első világháborúban. 1913-tól 1915-ig Montenegró miniszterelnöke volt.

## Életútja
Čevóban született, rokoni szálak fűzték Petar Vukotić vajdához (1826–1907), valamint Milena Vukotićhoz, I. Miklós montenegrói király révén Montenegró királynéjához. Cetinjében végezte el a reálgimnáziumot, majd a Modenai Katonai Akadémia növendéke volt. 1905-től 1907-ig, majd 1911–1912-ben Montenegró kormányának hadügyi tárcáját vezette. 1912 októberében, az első Balkán-háború kitörésekor a keleti hadsereg vezetését bízták rá. Ő irányította az Albániához tartozó Shkodra ostromát, a várost Esat Toptani végül 1913. április 23-án adta fel. A második Balkán-háború során a szerb 1. hadsereg montenegrói hadosztályának parancsnoka volt. Az 1913. június 30-a és július 9-e között zajló, a bolgárok vereségével záruló bregalnicai csatában kitüntette magát vitézségével.
Ekkor már 1913. május 8-a óta Montenegró miniszterelnöke, egyúttal hadügyminisztere volt, a kormányfői feladatokat 1915. július 16-áig látta el. Az első világháborúban a montenegrói hadsereg vezérkari főnöke, valamint a szandzsáki hadtest parancsnoka volt. Nevezetes hadi sikerei közé tartozott az 1916. január 6–7-ei mojkovaci csata, amely meghátrálásra kényszerítette az Osztrák–Magyar Monarchia hadseregét. A csatában leánya, Vasilija Vukotić látta el a futárszolgálatot. Montenegró 1916. január 25-ei kapitulációját követően hadifogságba került, a világháború hátralévő éveit Magyarországon töltötte.
Ezt követően a Királyi Jugoszláv Hadseregben szolgált 1927-ben bekövetkezett haláláig. Sírja a belgrádi Újtemetőben található.

## Fordítás
- Ez a szócikk részben vagy egészben  a   Janko Vukotić című angol Wikipédia-szócikk ezen változatának fordításán alapul.  Az eredeti cikk szerkesztőit annak laptörténete sorolja fel. Ez a jelzés csupán a megfogalmazás eredetét és a szerzői jogokat jelzi, nem szolgál a cikkben szereplő információk forrásmegjelöléseként.